# 미국 세무사
미국 세무사(美國稅務士, 영어: Enrolled Agent, E.A. 혹은 US E.A.)는 미국 재무부령 제230호에 의거, 미국 재무부로부터 조세 관련 신고·청구·자문 등 업무에 관한 권한을 위임받은 세무대리인으로, 대한민국의 세무사(稅務士), 일본의 세리사(税理士), 영국의 공인세무사(CTA) 등과 유사한 업무를 수행하는 세법 전문가이다. 자격 소지자는 연방국세청(IRS)에 세무사로 등록되어 미국 내 50개 주 전역에서 세무대리 및 관련 업무를 수행할 수 있다. 미국세무사회(NAEA)에 따르면 현재 전세계적으로 약 48,000여 명의 미국 세무사가 활동하고 있다.

## 유래 및 현황
미국 세무사 자격의 유래는 남북전쟁 직후인 1884년으로 거슬러 올라간다. 전쟁 기간 동안 정부가 몰수하였던 토지의 소유권 반환과 관련하여 조세당국과 납세자간 수많은 세무 분쟁이 발생하였는데, 미 의회는 이와 같은 분쟁에서 납세자를 대신하여 소송행위를 수행할 수 있는 세무대리인의 필요성을 절감, 관련 법률을 제정하게 되었다. 이후 미국의 폭발적인 경제성장에 따라 법인세, 소득세, 상속세, 증여세 등 과세제도가 복잡해짐에 따라 EA의 업무 범위가 확대되어 오늘날 조세 관련 신고 대리, 기장업무, 세무조정, 조세소송대리 등 세무사로서의 역할을 수행하게 되었다. 2011년, 미주한인공인세무사협회(KAAEA)가 창설되었으며, 대한민국의 한국세무사회(KACPTA)와 상호협청을 체결하는 등 교류를 확대하고 있다.

## 자격검정
미국 세무사 시험은 3파트로 며, 각 시험은 3~5개 세부로파구성된다. 시험 합격자 중 IRS의 신원 조사를 통과한 자에 한하여 IRS 공식 세무사 자격이 주어지며, 세무사 등록과 동시에 개업이 가능하다. 자격 유지를 위하여 3년에 걸쳐 72시간의 보수교육(CPE)을 이수·갱신하여 전문성을 유지하여야 한다. EA는 국 세무사(CPTA)와 비슷하게 일정기간 이상의 국세청 근무경력을 가진 자 중 특정 요건을 충족하는 자에 한하여 시험이 면제되어 세무사 자격이 주어진다.

## 외국세무자문사
2012년 한미자유무역협정의 발효로 외국 세무사가 국내 활동시 기획재정부 장관의 승인을 받아 외국세무자문사로서의 등록이 가능해짐에 따라 EA가 한국 내 세무법인 설립 시 지분참여 및 개인사무소 설립 등의 활동이 가능하게 되었다.

## 같이 보기
- 세무사
- 국제재무분석사(CFA)
- 국제가치평가사(ICVS)
- 국제재무설계사(CFP)
- 미국공인가치평가사(CVA)
- 국제재무위험관리사(FRM)
- 최고재무책임자(CFO)
- 경영학 석사(MBA)
- (영어) Professional certification